# Angelo Bersani-Dossena
Angelo Bersani-Dossena (Paullo, 23 aprile 1835 – Lodi, 12 giugno 1887) è stato un vescovo cattolico italiano.

## Biografia
Angelo Bersani-Dossena nacque a Paullo, nel lodigiano, il 23 aprile 1835, da un'umile famiglia trasferitasi a Lodi quando era ancora fanciullo.

### Ministero sacerdotale
Il 19 settembre 1857 fu ordinato presbitero e celebrò la prima messa nella chiesa di San Lorenzo della sua città. Fu nominato coadiutore a Corno Giovine e nel 1862 gli fu affidato l'ufficio di direttore spirituale del seminario diocesano. Nel 1864 fondò il periodico Il Buon Pastore, guida catechistica sull'arte e la teologia della predicazione, del quale tenne la direzione fino alla morte. Nel 1868 fu insignito del titolo di prelato domestico da papa Pio IX e fu nominato prevosto di Mulazzano. Nello stesso tempo fu nominato rettore del seminario diocesano di Lodi e vicario generale della diocesi. Nel 1874 fu promosso prevosto della parrocchia di San Lorenzo in Lodi dal vescovo Domenico Maria Gelmini.

### Ministero episcopale
Il 31 marzo 1875 fu preconizzato vescovo titolare di Patara e coadiutore del vescovo di Lodi cum iure successionis, e l’11 aprile dello stesso anno fu consacrato nel Duomo di Lodi dall'arcivescovo di Milano Luigi Nazari di Calabiana, assistito dal vescovo di Crema Francesco Sabbia e dal vescovo coadiutore di Bergamo Alessandro Valsecchi.
Di stampo innovatore e conciliatorista, alla guida della diocesi promosse iniziative di carattere dottrinale, spirituale e disciplinare: venne bandito il rosminianesimo a favore del neotomismo, mentre ai sacerdoti della diocesi vennero richiesti esercizi spirituali. Sul piano sociale creò l'Istituto caritativo ed assistenziale "Santa Savina" per le categorie meno abbienti della popolazione, si svilupparono i circoli giovanili e le azioni cattoliche di mutuo soccorso, e nacquero i comitati parrocchiali e diocesani dell'Opera dei congressi. Inoltre favorì la nascita del settimanale Il Lemene nel 1878, «foglio di notizie e di opinione in senso moderno». Morì il 12 giugno 1887 nell'Episcopio di Lodi.

## Genealogia episcopale
La genealogia episcopale è:
- Cardinale Scipione Rebiba
- Cardinale Giulio Antonio Santori
- Cardinale Girolamo Bernerio, O.P.
- Arcivescovo Galeazzo Sanvitale
- Cardinale Ludovico Ludovisi
- Cardinale Luigi Caetani
- Cardinale Ulderico Carpegna
- Cardinale Paluzzo Paluzzi Altieri degli Albertoni
- Papa Benedetto XIII
- Papa Benedetto XIV
- Cardinale Enrico Enriquez
- Arcivescovo Manuel Quintano Bonifaz
- Cardinale Francisco Antonio de Lorenzana y Butrón
- Cardinale Giuseppe Maria Spina
- Cardinale Ugo Pietro Spinola
- Arcivescovo Luigi Nazari di Calabiana
- Vescovo Angelo Bersani-Dossena